# Châu Bùi
Bùi Thái Bảo Châu (sinh ngày 13 tháng 11 năm 1997), thường được biết đến với nghệ danh Châu Bùi, là một nữ fashionista kiêm người mẫu người Việt Nam. Cô từng lọt vào danh sách 30 Under 30 châu Á của tạp chí Forbes.

## Thiếu thời
Châu Bùi sinh ngày 13 tháng 11 năm 1997 tại Hà Nội trong một gia đình có bố mẹ là công chức nhà nước. Cô được định hướng theo học Đại học Thương mại giống người chị gái, tuy nhiên sau khi tốt nghiệp cấp ba, Châu đã bộc lộ niềm yêu thích lĩnh vực thời trang và đã xin gia đình cho phép mình được theo đuổi nguyện vọng, nhưng vấp phải sự phản đối. Cô cũng từng có một thời gian bán dầu dừa và mở trung tâm gia sư. Năm 17 tuổi, cô tham gia lĩnh vực người mẫu thông qua việc chụp ảnh cho một số nhãn hiệu thời trang. Thời gian đầu, Châu Bùi không quá nổi bật với cân nặng 39 kg và cao 1,58m. Vì lẽ đó, Châu tập luyện thể hình để cải thiện vóc dáng của mình.

## Sự nghiệp
— Châu Bùi — 

### Khởi đầu sự nghiệp
Năm 2015, Châu xin bảo lưu việc học tại Đại học Thương mại một năm để thử sức với ngành thời trang, cô giao lại trung tâm luyện thi cho thầy giáo và bắt đầu làm người mẫu cho các nhãn hàng thời trang tại Hà Nội. Nhờ phong cách và vẻ ngoài độc đáo, cô nhanh chóng trở thành khuôn mặt quen thuộc trên các tạp chí và lookbook thời trang trong nước.
Năm 2016, Châu tham dự Tuần lễ Thời trang Seoul và được báo chí trong lĩnh vực thời trang chú ý đến, cô xuất hiện trên các tạp chí và trang mạng xã hội của họ như Vogue, Elle, Harper's Bazaar,...

### Những thành tựu đầu tiên
Với sự vụt sáng tại Tuần lễ Thời trang Seoul, năm 2017, Châu nhận giải "New Face" của giải WeChoice Awards 2016 và giải "Top Fashion Influencer" tại lễ trao giải Influence Asia 2017 ở Malaysia, đồng thời lọt vào top 4 "Fashion & Breakout" của giải thưởng này. Sau đó, cô thông báo tham dự Gương mặt thương hiệu tuy nhiên sau đó đã rút lui vì "không sắp xếp được ổn thỏa công việc cá nhân". Năm 2017, Châu có cơ hội diễn xuất hiện với vai phản diện trong phim điện ảnh Em chưa 18 và video âm nhạc "Từ ngày em đến" của nhóm Da LAB. Trong năm 2018, cô tiếp tục tham gia video ca nhạc khác của Da LAB là "Thanh xuân", và được tạp chí Elle Việt Nam trao giải Young Style Innovator tại ELLE Style Awards 2018. Năm 2019, Châu được Elle Việt Nam bình chọn là Người có phong cách cá nhân ảnh hưởng nhất trên mạng xã hội tại ELLE Style Award 2019.

### Sự nghiệp phát triển và tham gia lĩnh vực âm nhạc
Năm 2020, Châu Bùi tham dự Tuần lễ thời trang quốc tế Paris, đồng thời được xếp vào danh sách "10 Influencer về thời trang cao cấp" của tạp chí Forbes Pháp. Trong năm này, Châu trở thành fashionista Việt Nam đầu tiên ký hợp đồng quảng cáo với Dior và Louis Vuitton. Cuối năm 2020, cô có màn debut trong vai trò ca sĩ với MV "Em là châu báu", kết hợp cùng TLinh và MCK. Năm 2021, Châu Bùi kết hợp với Hoàng Dũng trong MV "Gói nắng mang về". Cũng trong năm này, cô là một trong ba người Việt Nam được tạp chí Forbes bình chọn vào danh sách "30 Under 30 Asia" - một danh sách tôn vinh những người có nhiều đóng góp cho xã hội và nền kinh tế trong năm tại khu vực Châu Á và Thái Bình Dương. Trước đó, cô từng là đại sứ của một số chương trình hoạt động xã hội như "Lòng tốt dễ lây", "No Thank 2020", "Tắt đèn bật ý tưởng 2021".

### Trở lại với các sự kiện thời trang
Năm 2023, trở lại các tuần lễ thời trang sau 3 năm dịch COVID-19, Châu Bùi là fashionista đạt tổng giá trị truyền thông cao nhất thế giới tại Fashion Week Thu Đông 2023 với tổng giá trị 1,8 triệu USD. Châu Bùi đã xuất hiện tại 20 sự kiện và sàn diễn trong suốt 2 tuần lễ Milan và Paris Fashion Week Thu Đông 2023.

## Đời tư
Châu Bùi từng có mối quan hệ tình cảm với Decao (Cao Minh Thắng) từ năm 2015, nhưng sau đó cả hai chia tay vào năm 2019.
Giữa năm 2020, xuất hiện tin đồn hẹn hò giữa Châu Bùi và rapper Binz, nhưng cả hai không có hành động xác nhận hay phủ nhận các tin đồn. Hai người sau đó công khai chuyện tình cảm tại concert Kosmik 2022.

## Chương trình đã tham gia

### Điện ảnh
| Năm  | Phim                         | Vai diễn | Chú thích |
| ---- | ---------------------------- | -------- | --------- |
| 2017 | Em chưa 18                   | Yến      | [ 37 ]    |
| 2020 | Chị mười ba - 3 ngày sinh tử | Lyn      | [ 38 ]    |

### MV âm nhạc
| Năm  | MV                     | Ca sĩ                     | Vai trò   | Chú thích |
| ---- | ---------------------- | ------------------------- | --------- | --------- |
| 2017 | Từ ngày em đến         | Da LAB                    | Diễn viên | [ 39 ]    |
| 2018 | Em đâu biết            | SunD; BigDaddy; Rhymastic | Diễn viên | [ 40 ]    |
| 2018 | Thanh xuân             | Da LAB                    | Diễn viên | [ 41 ]    |
| 2018 | Never drink alone      | Only C                    | Diễn viên | [ 42 ]    |
| 2020 | Cần gì hơn             | Tiên Tiên, JustaTee       | Diễn viên | [ 43 ]    |
| 2020 | Anh là gã ngốc         | JUUN D                    | Diễn viên | [ 44 ]    |
| 2020 | Em là châu báu         | tlinh ; MCK               | Diễn viên | [ 45 ]    |
| 2021 | Gói nắng mang về       | Hoàng Dũng                | Diễn viên | [ 46 ]    |
| 2021 | Khuôn mặt ta từng quen | VOX (TomV)                | Diễn viên | [ 47 ]    |
| 2021 | Ai nói                 | Linh Cáo                  | Diễn viên | [ 48 ]    |
| 2023 | Hit Me Up              | Binz (rapper)             | Cameo     | [ 49 ]    |

### Chương trình truyền hình
| Năm  | Chương trình                            | Kênh | Vai trò          | Chú thích |
| ---- | --------------------------------------- | ---- | ---------------- | --------- |
| 2018 | Sao hỏa sao kim (mùa 1 - tập 6)         | HTV7 |                  | [ 50 ]    |
| 2019 | Khi chàng vào bếp (mùa 1 - tập 3)       | HTV7 |                  | [ 51 ]    |
| 2019 | Những cô nàng năng động (mùa 1 - tập 1) | HTV7 |                  | [ 52 ]    |
| 2019 | Ô hay gì thế này                        | VTV3 |                  | [ 53 ]    |
| 2021 | SV 2020-2021                            | VTV3 |                  | [ 54 ]    |
| 2021 | Nhập gia tùy tục                        | VTV3 |                  | [ 55 ]    |
| 2021 | HTV Chào Xuân                           | HTV9 |                  | [ 56 ]    |
| 2023 | Hành trình rực rỡ                       | VTV3 | Khách mời        |           |
| 2023 | Người ấy là ai (mùa 5)                  | HTV2 | Cố vấn khách mời | [ 57 ]    |
| 2025 | Em xinh "say hi"                        | HTV2 | Thí sinh         |           |

## Tạp chí
| Năm  | Tạp chí            | Tháng | Chú thích |
| ---- | ------------------ | ----- | --------- |
| 2017 | Đẹp                | 11    |           |
| 2017 | Travellive         | 12    |           |
| 2018 | Her World          | 08    |           |
| 2018 | Harper’s Bazaar    | 09    |           |
| 2018 | Đẹp                | 09    |           |
| 2018 | L'Officiel Vietnam | 02    |           |
| 2018 | Wanderlust         | 10    |           |
| 2018 | ELLE               | 11    |           |
| 2019 | Harper’s Bazaar    | 07    |           |
| 2019 | L'Officiel Vietnam | 08    |           |
| 2019 | Đẹp                | 09    |           |
| 2019 | ELLE               | 11    |           |
| 2020 | Đẹp                | 03    |           |
| 2020 | ELLE               | 10    |           |

## Giải thưởng
| Năm  | Lễ trao giải      | Hạng mục                                                    | Kết quả   | Chú thích |
| ---- | ----------------- | ----------------------------------------------------------- | --------- | --------- |
| 2016 | WeChoice Awards   | New Face                                                    | Đoạt giải | [ 58 ]    |
| 2017 | Influence Asia    | Top Fashion Influencer                                      | Đoạt giải | [ 59 ]    |
| 2018 | ELLE Style Awards | Young Style Innovator                                       | Đoạt giải | [ 60 ]    |
| 2018 | WeChoice Awards   | Top 10 nhân vật truyền cảm hứng                             | Đoạt giải | [ 61 ]    |
| 2019 | ELLE Style Awards | Người có phong cách cá nhân ảnh hưởng trên mạng xã hội nhất | Đoạt giải | [ 62 ]    |